# Teoria conspirației despre moneda de 10 agore

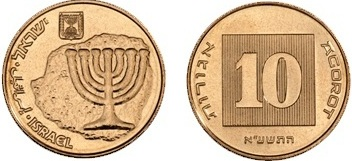
Monedă israeliană de 10 agore

Teoria conspirației despre moneda de 10 agore a fost avansată de liderul Organizației pentru Eliberarea Palestinei (OEP) și al partidului Fatah, Yasser Arafat, pe baza unui articol al geografului Gwyn Rowley. În articolul lui Rowley se susținea că moneda israeliană înfățișa o hartă care reflectă ambițiile teritoriale ale Israelului. Yasser Arafat a făcut în 1990 o declarație despre intențiile Israelului în Consiliul de Securitate al ONU, argumentând cu designul monedei. Supozițiile lui Rowley și Arafat au fost verificate de specialiști în istorie, geografie, arheologie și numismatică și au fost găsite nefondate. Ulterior, însă, partidul Fatah a continuat să le folosească.

## Articolul lui Gwyn Rowley
În 1989, geograful Gwyn Rowley a publicat articolul „Perspective în evoluție asupra extinderii teritoriale a Israelului: o scurtă evaluare” (Developing Perspectives upon the Areal Extent of Israel: An Outline Evaluation, 1989), care conținea o ilustrație cu legenda „dimensiunile teritoriului Israelului conform <…> monedei israeliene de 10 agorot”. În acest articol, Rowley a declarat că moneda poate fi considerată „unul dintre posibilele semne ale ambițiilor teritoriale mai largi ale Israelului”, susținând că pe monedă „este reprezentată o hartă care, aparent, înfățișează un teritoriu care s-ar putea întinde și acoperi actualele Amman, Beirut, Bagdad, Damasc și părțile nordice ale Arabiei Saudite”.

## Declarațiile lui Yasser Arafat
Pe 25 mai 1990, Yasser Arafat a declarat la ședința Consiliului de Securitate al ONU că pe aversul monedei israeliene de 10 agorot este reprezentată o hartă a „Israelului Mare” (de la Marea Mediterană la Mesopotamia și de la Marea Roșie la Eufrat). Ulterior, el a repetat în mod constant această afirmație, și a început să poarte în buzunar în permanență astfel de monede pentru a le arăta interlocutorilor săi, afirmând că ele sunt „dovada flagrantă a aspirațiilor sioniste”. În primul lui discurs pe această temă, Arafat a vorbit despre publicația americană Jewish Journal; ulterior s-a clarificat că se referea la articolul lui Rowley în GeoJournal.

## Analiză
Geograful Simon Berkovich a comentat că „afirmația neconfirmată a lui Rowley nu are nicio bază”, menționând că pe monedă este gravat un sfeșnic cu șapte brațe (menorah) pe fundalul unei pietre, iar Rowley, „suprapunând conturul pietrei pe o hartă a Orientului Mijlociu, a creat o imagine până atunci necunoscută a regiunii”.

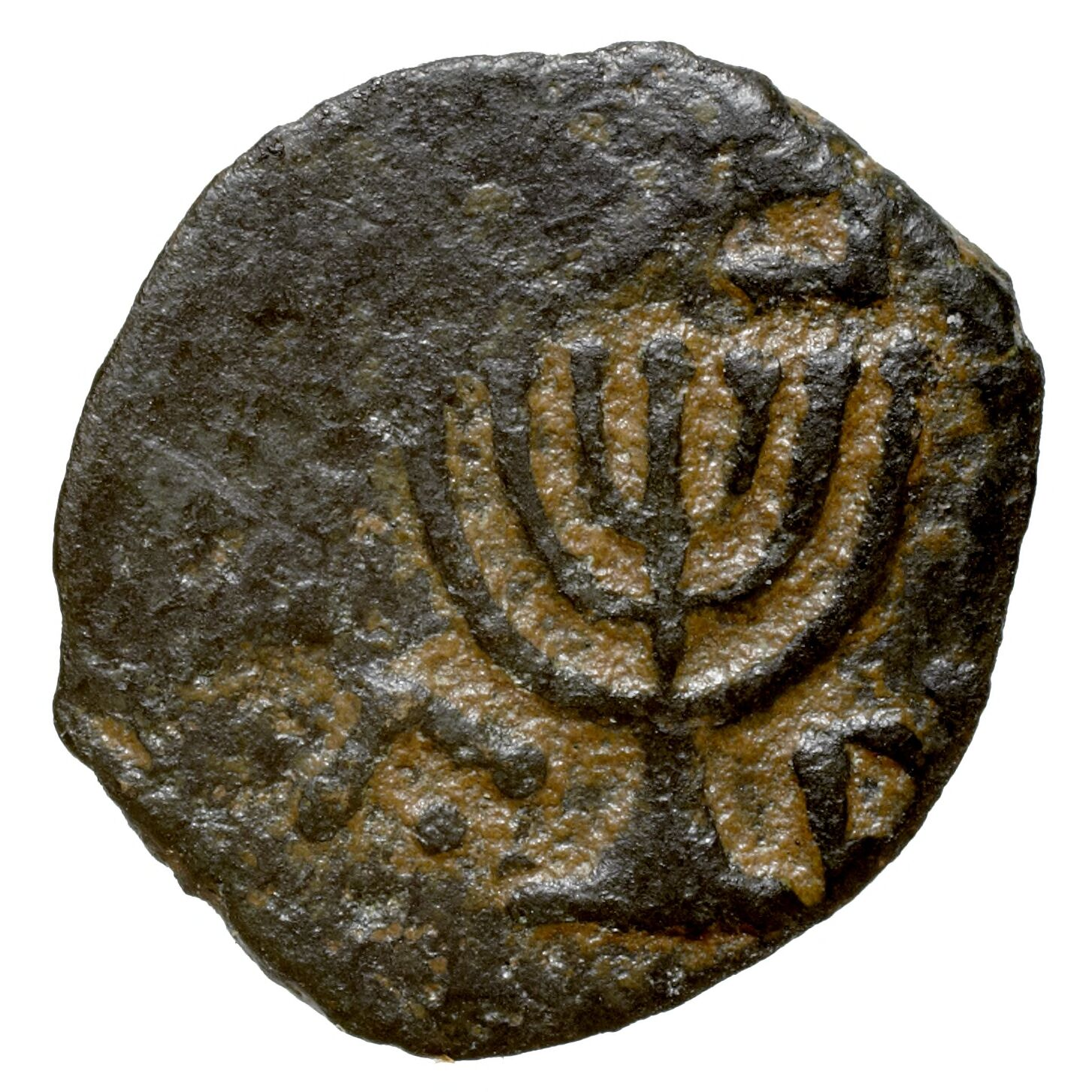
Moneda regelui Iudeei, Antigon al II-lea

Custodele de numismatică de la Banca Israelului, Rahel Barkay, a menționat că moneda israeliană conține o imagine redusă a unei monede antice, bătută în anii domniei regelui Iudeei, Antigon al II-lea (40–37 î.e.n.), ultimul din dinastia Hasmoneilor. Importanța deosebită a monedei antice constă în faptul că aceasta conține prima imagine cunoscută a menorei în arta ebraică.
Dan Barag, arheolog și numismat, profesor la Universitatea Ebraică din Ierusalim, a comentat că nu există nici motive biblice, nici istorice pentru a crede că această monedă antică înfățișează contururi ale unor granițe.
Rowley a declarat într-un interviu acordat istoricului și jurnalistului Tom Segev că nu știa cu siguranță dacă zona de pe monedă este o hartă, dar a considerat acest lucru posibil. Aflând că conturul de pe moneda modernă repetă schițele neregulate ale unei monede antice care își pierduse forma, Rowley a concluzionat că cineva a deformat intenționat moneda antică pentru a-i da forma corespunzătoare. La întrebarea ce l-a făcut să creadă așa, Rowley a răspuns că nu poate afirma acest lucru cu certitudine, dar nici nu știe sigur că nu s-a făcut acest lucru. Berkovich remarcă la Rowley „o abordare complet nouă a metodei științifice” și presupunerea unei „conspirații” cu scopul de a modifica forma monedei antice, găsită cu mult înainte de apariția imaginii sale pe moneda modernă.

## Evenimente ulterioare
Teoria conspirației legată de monedă este încă folosită de partidul Fatah. Pe 21 octombrie 2023, Comisia Fatah pentru Informare și Cultură a publicat un interviu cu Arafat, în care acesta expune teoria conspiraționistă despre monedă, cu comentariul: „el demască planurile ocupației de a-și crea așa-numitul «stat» și care sunt granițele acestuia”.